# Jurij Vizbor
Jurij Vizbor (ryska: Юрий Иосифович Визбор), född den 20 juni 1934, död den 17 september 1984, var en rysk/sovjetisk bard-artist och skådespelare vid teater och film. Som musiker har han ofta jämförts med samtida ryssar såsom Vladimir Vysotskij och Bulat Okudzjava. Sångtexterna var observerande till sin natur och handlade till stor del om hans kärlek till naturen och till resandet. 

## Filmografi
- Spelade Martin Bormann i den sovjetiska filmen Sjutton ögonblick om våren.
- The Red Tent

## Övrigt
Asteroiden 3260 Vizbor, upptäckt av den sovjetiska astronomen Ljudmila Zjuravljova 1974, är uppkallad efter honom.